# Dungchen
|  | No s'ha de confondre amb Dong Cheng. |

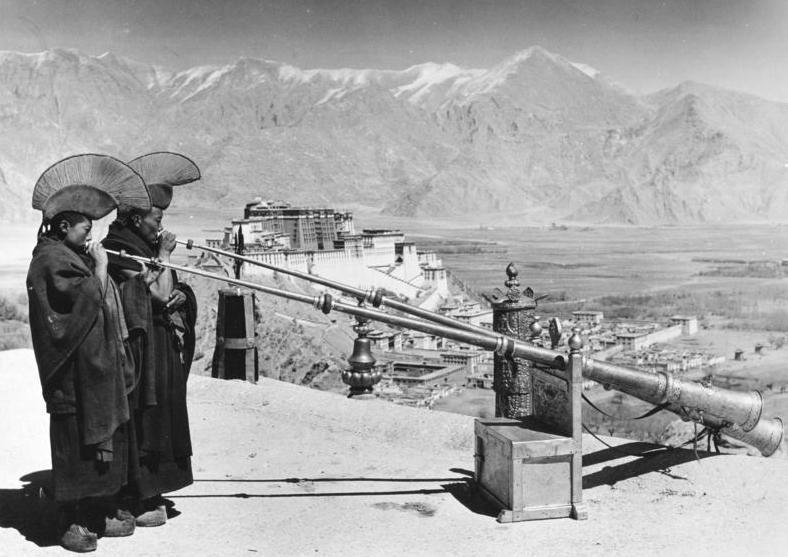
Parell de Dungchen fotografiats el 1938 per una expedició alemanya

El dungchen (tibetà: དུང་ ཆེན) és una llarga trompa metàl·lica utilitzada en les cerimònies del budisme tibetà. És possiblement l'instrument més àmpliament usat en la cultura budista del Tibet.
S'utilitza generalment en parells o grups més grans, i el seu so sol comparar-se al so dels elefants. La seva llargària varia de mida, podent arribar fins als 7 m de llarg. Cadascuna de les trompetes consta d'un tub cònic de coure dividit en tres seccions que encaixen a manera de telescopi. La superfície està coberta completament per relleus o tallats amb motius abstractes i fito-zoomorfs.
Tsultrim Allione descriu el so del dungchen de la següent manera:
| « | És un llarg, profund, brunzidor, i evocador lament que et porta a algun lloc més enllà dels pics més alts de l'Himàlaia i, a el mateix temps a l'úter de la mare. | » |